# 菊池沙都
菊池 沙都（きくち さと、1989年5月18日 - ）は、東京都出身の女子アイスホッケー選手。SEIBUプリンセス ラビッツに所属していた。ポジションはディフェンス。兄秀治もアイスホッケー選手で東北フリーブレイズ所属している。
中央区立晴海中学校在学中からコクドレディース（後にSEIBUプリンセス ラビッツ）に所属し、2005年3月に行われた第24回全日本女子アイスホッケー選手権大会Aでは最優秀新人賞を獲得した。東京都立石神井高等学校から日本体育大学体育学部へ進学卒業、2009年にはユニバーシアード代表に選ばれた。2012年4月より社会人となった。